# Sölvi Ottesen
Sölvi Ottesen (Reykjavík, 18 febbraio 1984) è un allenatore di calcio ed ex calciatore islandese, di ruolo difensore, tecnico del Víkingur.

## Palmarès

### Club
- Coppa di Svezia: 2

Djurgården: 2004, 2005
- Campionato svedese: 1

Djurgården: 2005
- Campionato danese: 1

Copenaghen: 2010-2011
- Coppa di Danimarca: 1

Copenaghen: 2011-2012
- Coppa della Cina: 1

Jiangsu Sainty: 2015